# Chromatomyia rhaetica
Chromatomyia rhaetica este o specie de muște din genul Chromatomyia, familia Agromyzidae, descrisă de Griffiths în anul 1980.
Este endemică în Austria. Conform Catalogue of Life specia Chromatomyia rhaetica nu are subspecii cunoscute.